# Sân bay Banyo
Sân bay Banyo (ICAO: FKAB) là một sân bay ở Banyo, Cameroon.